# Fissidens capitulatus
Fissidens capitulatus là một loài Rêu trong họ Fissidentaceae. Loài này được Nog. mô tả khoa học đầu tiên năm 1949.